# Leucogeorgia
Leucogeorgia är ett släkte av mångfotingar. Leucogeorgia ingår i familjen kejsardubbelfotingar.
Kladogram enligt Catalogue of Life:
| Leucogeorgia | \| \| Leucogeorgia longipes \| \| \| \| \| \| Leucogeorgia rediviva \| \| \| \| |
|              | \| \| Leucogeorgia longipes \| \| \| \| \| \| Leucogeorgia rediviva \| \| \| \| |
|              | Leucogeorgia longipes                                                           |
|              |                                                                                 |
|              | Leucogeorgia rediviva                                                           |
|              |                                                                                 |